# Réforme fiscale américaine de 1986
La loi sur la réforme fiscale américaine de 1986 (en anglais : Tax Reform Act ; TRA) a été adoptée par le 97e congrès des États-Unis et promulguée par le président Ronald Reagan le 22 octobre 1986. La loi a été conçue pour simplifier le code fédéral de l'impôt sur le revenu et élargir l'assiette fiscale en éliminant de nombreuses déductions fiscales et abris fiscaux. Désigné comme la deuxième des deux « réductions d'impôt Reagan » (la loi de 1981 sur la récupération économique étant la première), ce projet de loi a obtenu le soutien de républicains et de démocrates du Congrès, dont le président de la Chambre, Tip O'Neill.
Après trois semaines de débat au Congrès, la loi a été adoptée par quatre-vingt-dix-sept voix contre trois au Sénat. Les démocrates Ted Kennedy, Al Gore, John Kerry et Joe Biden ont vote « oui ».
La loi sur la réforme fiscale de 1986 était la principale priorité nationale du deuxième mandat du président Reagan. La loi a abaissé les taux d'imposition fédéraux sur le revenu, en diminuant le nombre de tranches d'imposition et en réduisant le taux d'imposition le plus élevé de 50 % à 28 %. La loi a également élargi le crédit d'impôt sur le revenu gagné, la déduction standard et l'exemption personnelle, supprimant environ six millions d'Américains à faible revenu de l'assiette fiscale. Malgré ces coupes, le projet de loi était neutre sur le plan des recettes ; cela a été réalisé grâce à une augmentation de l' impôt minimum de remplacement et à l'élimination des déductions pour des éléments comme le logement locatif, les comptes de retraite individuels et l'amortissement.

## Passage
Après sa victoire à l'élection présidentielle de 1984, le président Ronald Reagan a fait de la simplification du Code des impôts le point central de son deuxième mandat national. Travaillant avec le président de la Chambre Tip O'Neill, un démocrate également favorable à la réforme fiscale, Reagan a surmonté l'opposition significative des membres du Congrès des deux partis pour adopter la loi sur la réforme fiscale de 1986.

## Taux d'imposition sur le revenu
Le taux d'imposition maximal des particuliers pour l'année d'imposition 1987 a été abaissé de 50% à 38,5%. De nombreuses tranches d'imposition inférieures ont été consolidées et le niveau de revenu supérieur du taux inférieur (déclaration de mariage conjoint) est passé de 5 720 $ / an à 29 750 $ / an. Ce paquet a finalement consolidé les tranches d'imposition de quinze niveaux de revenu à quatre niveaux de revenu. La déduction standard, l'exonération personnelle et le crédit pour revenu gagné ont également été élargis, ce qui a entraîné le retrait de six millions d'Américains pauvres de l'imposition sur le revenu et une réduction de l'impôt sur le revenu à tous les niveaux de revenu,. La déduction standard plus élevée a considérablement simplifié la préparation des déclarations de revenus pour de nombreuses personnes.
Pour l'année fiscale 1987, la loi prévoyait une structure de taux progressifs de 11% / 15% / 28% / 35% / 38,5%. À partir de l'année fiscale 1988, la loi prévoyait une structure de taux nominaux de 15% / 28% / 33%. Cependant, à partir de 1988, les contribuables dont le revenu imposable était supérieur à un certain niveau étaient imposés à un taux effectif d'environ 28%. Cela a été abandonné dans la loi omnibus de réconciliation budgétaire de 1990, autrement connue sous le nom d '« augmentation d'impôt de Bush », qui a violé son engagement de protection des contribuables.

## Incitations fiscales
La loi a également accru les incitations favorisant l'investissement dans les logements occupés par leurs propriétaires par rapport aux logements locatifs. Avant la Loi, tous les intérêts personnels étaient déductibles. Par la suite, seuls les intérêts hypothécaires résidentiels étaient déductibles, y compris les intérêts sur les prêts hypothécaires. La loi a éliminé de nombreuses incitations à l'investissement pour les logements locatifs, en allongeant la période d'amortissement des immeubles locatifs à 27,5 ans contre 15 à 19 ans. Il a également découragé l'investissement immobilier en éliminant la déduction pour pertes passives. Dans la mesure où les personnes à faible revenu sont plus susceptibles de vivre dans un logement locatif que dans un logement occupé par leur propriétaire, cette disposition de la Loi aurait pu avoir tendance à réduire l'offre de nouveaux logements accessibles aux personnes à faible revenu. Le crédit d'impôt pour logement à faible revenu a été ajouté à la loi pour assurer un certain équilibre et encourager l'investissement dans des logements multifamiliaux pour les pauvres.
De plus, les intérêts sur les prêts à la consommation tels que les dettes de carte de crédit n'étaient plus déductibles. Une disposition existante du Code des impôts, appelée « Income Averaging », qui réduisait les impôts pour ceux qui gagnaient récemment un salaire beaucoup plus élevé qu'auparavant, a été supprimée (bien que partiellement rétablie plus tard, pour les agriculteurs en 1997 et pour les pêcheurs en 2004). Cependant, la Loi a augmenté l'exemption personnelle et la déduction standard.
La déduction du compte de retraite individuel (IRA) était sévèrement restreinte. L'IRA avait été créée dans le cadre de la Loi de 1974 sur la sécurité du revenu de retraite des employés, où les employés non couverts par un régime de retraite pouvaient cotiser au minimum 1 500 dollars ou 15 % du revenu gagné. La loi de 1981 sur l'impôt pour la reprise économique (ERTA) a supprimé la clause relative au régime de retraite et a relevé le plafond de cotisation au minimum de 2 000 dollars ou 100 % du revenu gagné. La Loi sur la réforme fiscale de 1986 a conservé le plafond de cotisation de 2 000 dollars mais restreint la déductibilité pour les ménages bénéficiant d'un régime de retraite et ayant un revenu moyen à élevé. Les contributions non déductibles étaient autorisées.
Les déductions pour amortissement ont également été réduites. Avant l'ERTA, l'amortissement était basé sur les calculs de « durée d'utilité » fournis par le département du Trésor. L'ERTA a mis en place le « système accéléré de recouvrement des coûts » (ACRS). Celui-ci a mis en place une série de durées d'utilité basée sur trois ans pour les équipements techniques, cinq ans pour les équipements non techniques de bureau, dix ans pour les équipements industriels et quinze ans pour les biens immobiliers. TRA86 a prolongé ces durées et les rallongées pour les contribuables couverts par l'impôt minimum de remplacement (AMT). Ces dernières durées plus longues se rapprochent de la « dépréciation économique », un concept utilisé par les économistes pour déterminer la durée de vie réelle d'un actif par rapport à sa valeur économique.
Les cotisations de retraite à cotisations définies (CD) ont été réduites. La loi antérieure à TRA86 prévoyait que les plafonds de pension CD étaient au minimum de 25 % de la rémunération ou 30 000 dollars. Cela pourrait être accompli par n'importe quelle combinaison de reports électifs et de contributions aux bénéfices. TRA86 a introduit une limite de report optionnel de 7 000 dollars, indexée sur l'inflation. Comme le pourcentage de participations aux bénéfices doit être uniforme pour tous les employés, cela a eu pour effet de faire des contributions plus équitables aux 401 (k) et à d'autres types de régimes de retraite.
La loi de 1986 sur la réforme fiscale a introduit les règles générales de non-discrimination qui s'appliquaient aux régimes de retraite admissibles et aux régimes 403(b) à ceux des employeurs du secteur privé. Il ne permettait pas à ces régimes de retraite d'exercer une discrimination en faveur d'employés hautement rémunérés. Un employé hautement rémunéré aux fins de tester la conformité d'un régime pour l'année du régime 2006 est tout employé dont la rémunération a dépassé 95 000 dollars lors de l'année du régime 2005. Par conséquent, toutes les nouvelles embauches sont par définition des employés non hautement rémunérés. Un régime ne pourrait offrir des prestations ou des cotisations sur une base plus favorable aux employés hautement rémunérés s'il ne peut pas passer le test de couverture minimale et le test de participation minimale.

## Personnes à charge frauduleuses
La loi exigeait que les personnes réclamant des enfants comme personnes à charge sur leur déclaration de revenus obtiennent et inscrivent un numéro de sécurité sociale pour chaque enfant réclamé, afin de vérifier l'existence de l'enfant. Avant cet acte, les parents réclamant des déductions fiscales étaient soumis à une déclaration sur l'honneur de ne pas mentir sur le nombre d'enfants qu'ils soutenaient. L'exigence a été introduite progressivement et, au départ, les numéros de sécurité sociale n'étaient requis que pour les enfants de plus de 5 ans. Au cours de la première année, ce changement antifraude a entraîné la disparition de sept millions de personnes à charge, dont presque toutes auraient été soit des enfants qui n'ont jamais existé, soit des déductions fiscales indûment réclamées par des parents non responsables.

## Modifications de l'AMT
L' impôt minimum de remplacement d'origine ciblait les abris fiscaux utilisés par quelques ménages aisés. Cependant, le Tax Reform Act de 1986 a considérablement élargi l'AMT pour viser un ensemble différent de déductions que la plupart des Américains reçoivent. Des choses comme l'exonération personnelle, les taxes d'État et locales, la déduction standard, les intérêts des obligations d'activité privée, certaines dépenses comme les cotisations syndicales et même certains frais médicaux pour les personnes gravement malades pourraient maintenant déclencher l'AMT. En 2007, le New York Times rapportait : « Une loi pour les riches investisseurs non imposés a été recentrée sur les familles qui possèdent leur maison dans des États à fiscalité élevée ».

## Traitement fiscal des entreprises de services techniques employant certains professionnels
Si l'IRS détermine que le travailleur d'une entreprise intermédiaire tiers précédemment traité comme un travailleur indépendant aurait dû être classé comme un employé, l'IRS évalue des arriérés, des pénalités et des intérêts substantiels sur cette société intermédiaire tierce, mais pas directement contre le travailleur. ou le client final. Il ne s'applique pas aux personnes directement sous contrat avec des clients.
Le changement du code fiscal devait compenser les pertes de recettes fiscales d'autres lois proposées par Moynihan qui changeaient la loi sur les impôts des Américains travaillant à l'étranger. Au moins une entreprise a simplement adapté son modèle d'entreprise aux nouvelles réglementations. Une étude du département du Trésor de 1991 a révélé que la conformité fiscale des professionnels de la technologie était parmi les plus élevées de tous les travailleurs indépendants et que l'article 1706 ne générerait pas de recettes fiscales supplémentaires et pourrait éventuellement entraîner des pertes car les travailleurs indépendants ne recevaient pas autant d'avantages qu'en tant qu'employés.

## Nom de l'Internal Revenue Code
La section 2 (a) de la loi a également changé officiellement le nom de l'Internal Revenue Code de l'Internal Revenue Code de 1954 en Internal Revenue Code de 1986. Bien que la loi ait apporté de nombreuses modifications au code de 1954, il ne s'agissait pas d'une reconstitution ou d'une recodification ou d'une réorganisation substantielle de la structure générale du code de 1954. Ainsi, les lois fiscales depuis 1954 (y compris celles postérieures à 1986) ont pris la forme d'amendements au code de 1954, bien qu'il soit maintenant appelé code de 1986.

### Ouvrages cités
- H.W. Brands, Reagan: The Life, New York, Doubleday, 2015